# VBR近接戰鬥武器
VBR CQBW（英語：Close Quater Battle Weapon，意為：近接戰鬥武器）是一款比利时槍械製造商VBR所研制的半自動手槍。

## 概述
CQBW的外型很接近一把半自動手槍，正符合「近接戰鬥武器」之意。CQBW除了發射全新開研發的7.92×24毫米子彈以外，亦可以透過轉換口徑的零件以轉換為5.7×28毫米以及4.6×30毫米這兩種子彈。該槍裝有可伸縮式槍托、分別裝在機匣頂部和底部用以裝上光學瞄準鏡和戰術燈的MIL-STD-1913戰術導軌和可在槍管外裝上的消聲器。

## 資料來源
1. 1 2  .   [2010-07-30]. （原始内容存档于2011-10-01）.
2. ↑  David Crane. . Defense review.   [2010-07-30]. （原始内容存档于2017-07-11）.

## 外部連結
- （英文）—官方網站
- （英文）—The PDW 7.92 VBR-B Compact
- （英文）—The VBR 7.92 PDW/CQBW
- （英文）—The aim of VBR-B 7.92x24 mm caliber
- （英文）—Defense Review—New VBR-B Multi-Caliber (9mm NATO/7.92×24mm) Compact PDW Pistol: Most Intelligently-Developed Personal Defense Weapon Yet?（页面存档备份，存于） oleh David Crane